# Sparta Prague Open 2014
Lo Sparta Prague Open 2014 è stato un torneo di tennis facente parte della categoria ITF Women's Circuit nell'ambito dell'ITF Women's Circuit 2014. Il torneo si è giocato a Praga in Repubblica Ceca dal 12 al 18 maggio 2014 su campi in terra rossa e aveva un montepremi di $100,000+H.

## Partecipanti

### Teste di serie
| Nazionalità | Giocatrice                 | Ranking* | Testa di serie |
| ----------- | -------------------------- | -------- | -------------- |
| Rep. Ceca   | Lucie Šafářová             | 25       | 1              |
| Rep. Ceca   | Klára Koukalová            | 31       | 2              |
| Rep. Ceca   | Barbora Záhlavová-Strýcová | 55       | 3              |
| Belgio      | Yanina Wickmayer           | 58       | 4              |
| Rep. Ceca   | Karolína Plíšková          | 65       | 5              |
| Slovacchia  | Anna Karolína Schmiedlová  | 68       | 6              |
| Germania    | Dinah Pfizenmaier          | 82       | 7              |
| Giappone    | Misaki Doi                 | 91       | 8              |

- Ranking al 5 maggio 2014.

### Altre partecipanti
Giocatrici che hanno ricevuto una wild card:
- Simona Heinová
- Kateřina Siniaková
- Tereza Smitková
- Petra Uberalová

Giocatrici che sono passate dalle qualificazioni:
- Ekaterina Aleksandrova
- Madison Brengle
- Victoria Duval
- Ksenija Pervak

Giocatrici che hanno ricevuto un entry come special exempt:
- Aleksandra Krunić

## Vincitrici

### Singolare
Heather Watson ha battuto in finale  Anna Karolína Schmiedlová con il punteggio di 7–6(7–5), 6–0

### Doppio
Lucie Hradecká /  Michaëlla Krajicek hanno battuto in finale  Andrea Hlaváčková /  Lucie Šafářová con il punteggio di 6–3, 6–2